# Спільна спадщина людства
Спільна спадщина людства (також концепція спільної спадщини) — це принцип міжнародного права, згідно з яким визначені території та їх ресурси (культурні та природні) повинні бути захищеними від експлуатації з боку окремих держав або корпорацій, а використовуватись на благо всього людства та бути збереженими для майбутніх поколінь. Вона охоплює океани, глибоководне дно, Антарктику, космос, атмосферу, довкілля у цілому.

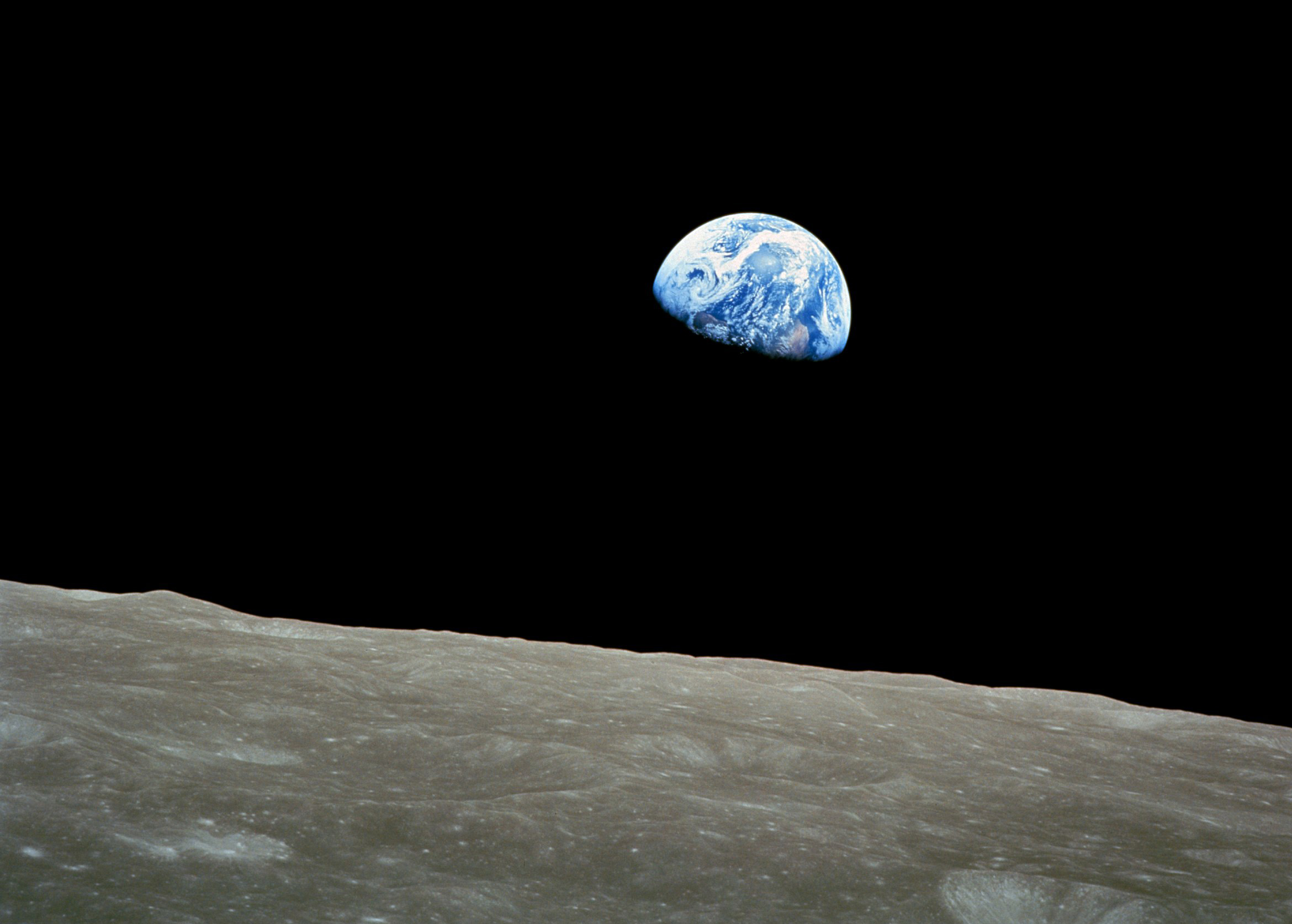
Схід Землі, фотографія Землі, зроблена під час обльоту Місяця космічним кораблем «Аполлон-8»

## Історія створення
У минулому держави могли вільно присвоювати території, що перебували поза межами управління будь-якою іншою державою, тому що усе, що не знаходилося під суверенітетом держави, розглядалося як нічиє (res nullius). Проте, згодом згідно концепції Римського цивільного права, було введено термін (res communis) який описував предмети або території, до яких будь-хто міг отримати доступ або використовувати, але ніхто не міг володіти.
Протягом історії, терміном спільна спадщина людства, описувались різні поняття, наприклад у 1813 році поняття «власність людства» означало мистецтво та науку, а не предмети чи сфери.
Також концепції спільної спадщини людства можна простежити у праці Імануїла Канта «Вічний мир».
Вперше концепція спільної спадщини була запропонована послом Мальти Авідом Прадо на Генеральній Асамблеї ООН 17 серпня 1967 року, коли він запропонував оголосити глибоководне морське дно і його ресурси загальною спадщиною людства. Під час виступу він заявив, що вона кидає виклик «структурним відносинам між багатими та бідними країнами» та є «революцією не лише в морському праві, а й у міжнародних відносинах».
Термін «людство» як юридичний суб’єкт згадується під час переговорів щодо космічних договорів, також фігурує в преамбулі Статуту Організації Об’єднаних Націй , преамбулі Північноатлантичного договору (1949) та Договору про нерозповсюдження ядерної зброї (1968).
На Всесвітньому саміті з питань інформаційного суспільства було заявлено, що глобальне спілкування між людьми через Інтернет слід розглядати як частину спільної спадщини людства.  Екваторіальні країни запропонували оголосити геостаціонарну орбіту над відкритим морем спільним надбанням людства.

## Основні концептуальні компоненти
Дженніфер Фрейкс визначила п’ять основних компонентів концепції «Спільна спадщина людства»:
1. не може бути приватного чи державного привласнення; ніхто юридично не володіє територією загальної спадщини.
2. представники всіх націй повинні керувати ресурсами, що містяться на такій територіальній чи концептуальній території, адже вона належить усім.
3. всі країни повинні активно ділитися одна з одною вигодами, отриманими від експлуатації ресурсів регіону загальної спадщини, тому тут заборонена прибуткова діяльність приватних і корпоративних структур;
4. на територіях спільного користування не може бути зброї чи військових об’єктів.
5. спільне надбання має бути збережено на благо майбутніх поколінь і уникнути сценарію «трагедії спільного надбання».

## Договір з морського права
У 1970 році на Генеральній Асамблеї Організації Об’єднаних Націй, було прийнято Декларацію принципів, що регулюють режим дна морів та океанів і його надр за межами дії національної юрисдикції , вона була прийнята 108 державами які заявили, що глибоководне морське дно має бути збережено для мирних цілей і є «загальним надбанням людства». 
У 1982 році було заявлено, що концепція «Спільна спадщина людства» стосується «дна моря та океану та його надр за межами національної юрисдикції» відповідно до статті 136 Договору ООН з морського права.

## Угода про Місяць
Також концепція спільної спадщини людства знайшла своє відображення в Угоді про діяльність держав на Місяці та інших небесних тілах 1979 року, в якій йдеться про те, що «Місяць та її природні ресурси є спільною спадщиною людства. Місяць не підлягає національному привласненню ні шляхом проголошення на неї суверенітету, ні шляхом використання чи окупації, ні будь-якими іншими засобами, поверхня чи надра Місяця, а також ділянки її поверхні чи надр чи природні ресурси там, де вони знаходяться, не можуть бути власністю держави, міжнародної міжурядової чи неурядової організації, національної організації чи неурядової установи чи будь-якої фізичної особи, держави-учасниці зобов'язуються встановити міжнародний режим, включаючи відповідні процедури, регулювання експлуатації природних ресурсів Місяця, коли буде очевидно, що така експлуатація стане можливою найближчим часом».

## Договір про Антарктику
У першій половині XX століття дуже гостро стояла проблема територіального статусу Антарктики, і в 1959 він був визначений шляхом укладання Договору про Антарктику, який встановив в Антарктиці свободу наукових досліджень. Наприкінці XX століття висувалися пропозиції проголосити Антарктику та її ресурси спільною спадщиною людства. Проте Протокол 1991 року щодо охорони навколишнього середовища до Договору про Антарктику запровадив 50-річний мораторій на будь-яку практичну діяльність, пов'язану з освоєнням мінеральних ресурсів Антарктики.

## Екологічні погляди
Ідея принципу спільної спадщини, підкреслює, що певні природні ресурси мають особливу цінність для всього людства, незалежно від їхнього географічного розташування чи правового статусу. Захисники довкілля вважають, що такі ресурси, як дика флора і фауна, природні території та унікальні ландшафти, необхідно зберігати як основу для існування та добробуту всіх людей.
Основна думка полягає в тому, що:
- Ці ресурси повинні охоронятись в інтересах усієї людської спільноти.
- Їх збереження — це не тільки обов’язок окремих країн чи регіонів, а й відповідальність кожної людини.
- Захист цих природних багатств важливий для нинішніх і майбутніх поколінь, і цей процес повинен бути визнаний спільною турботою людства.

Таким чином, принцип спільної спадщини стверджує, що окремі елементи довкілля є спільним надбанням, і їхнє збереження стосується всього суспільства.